# Weißes Kreuz (Rettungsdienst)
Der Landesrettungsverein Weißes Kreuz (WK) ist eine in Südtirol und Teilen der Provinz Belluno tätige Hilfsorganisation, deren Haupttätigkeiten Rettungsdienst, Krankentransport und Zivilschutz sind. Die Gründung erfolgte am 10. August 1965 und wird mehrheitlich durch die Tätigkeit von ehrenamtlichen Mitarbeitern getragen. Ende 2021 zählte das Weiße Kreuz 3828 Ehrenamtliche, die über 994.000 ehrenamtliche bzw. kostenlose Stunden geleistet haben.

## Tätigkeit

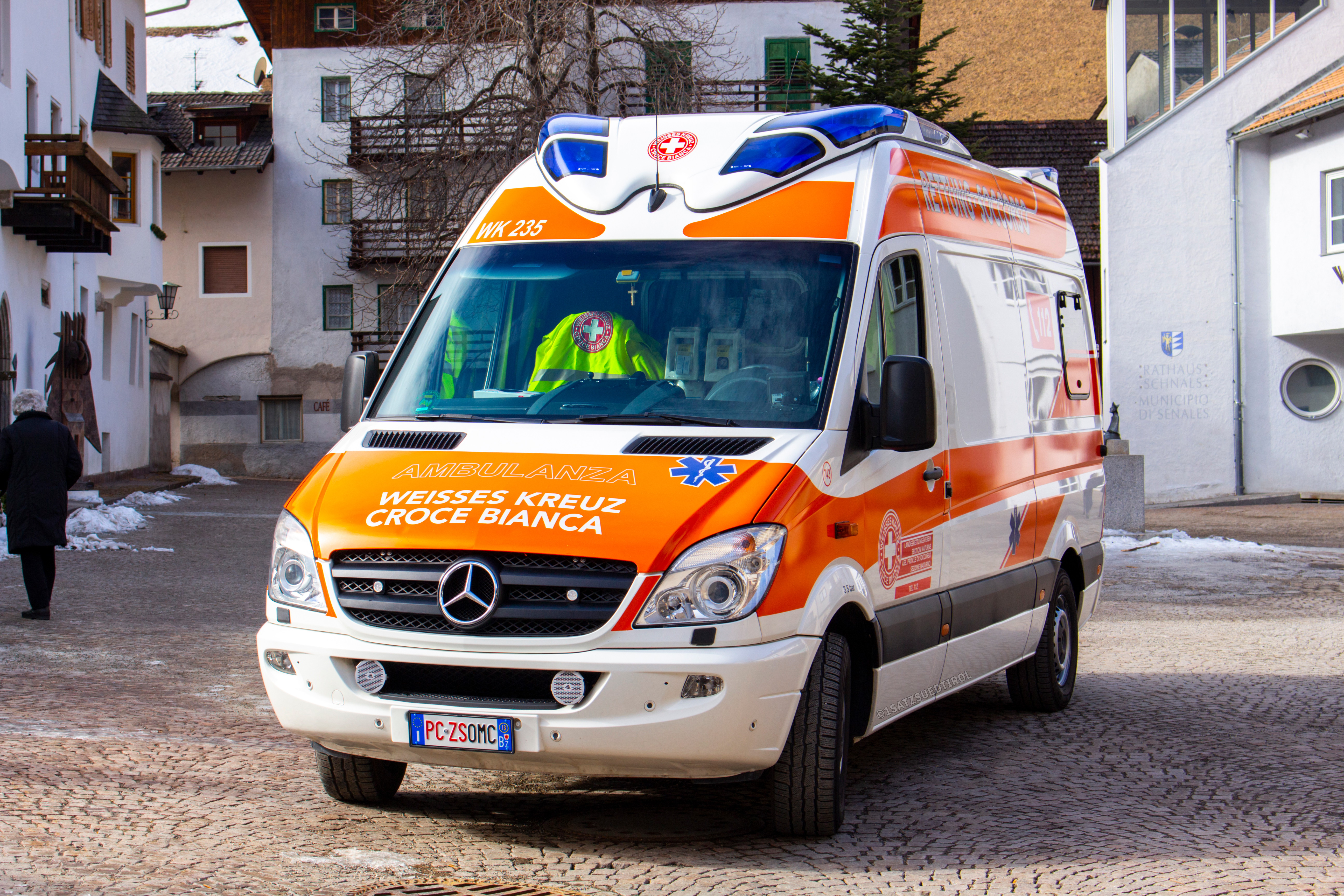
Rettungswagen des Weißen Kreuzes (Sektion Naturns)

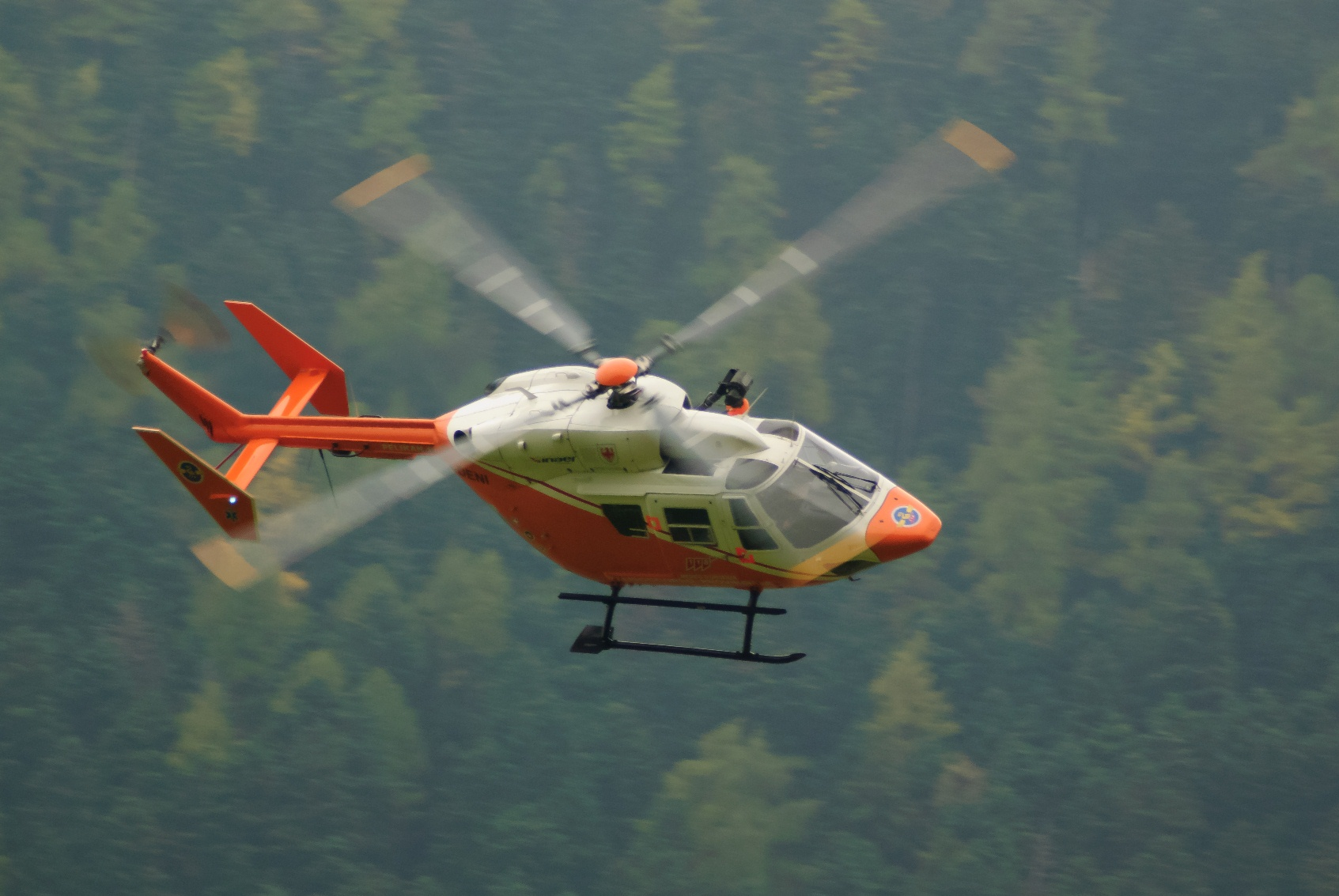
RTH Pelikan 1 der Landesflugrettung Südtirol

Die Organisation ist noch vor dem Italienischen Roten Kreuz die größte Rettungsorganisation in Südtirol und bietet Rettungsdienst und Krankentransport an. Das Weiße Kreuz ist mit seinen 30 Sektionen (= Rettungswachen) flächendeckend in der ganzen Provinz organisiert. In jeder steht mindestens ein Rettungswagen (RTW) oder Notfall-Krankenwagen (NKTW) zur Verfügung, die rund um die Uhr einsatzbereit sind. Die Notfälle koordiniert die Landesnotrufzentrale 112/118, die Krankentransporte die vereinseigene Einsatzzentrale. 55.876 Einsätze bewältigte das Weiße Kreuz im Jahr 2021: Dabei wurden 56.975 Patienten transportiert. Im Krankentransport verzeichnete man über 126.000 Fahrten mit über 159.000 transportierten Personen.
Die Organisation ist zudem auch in den Bereichen Aus- und Weiterbildung, Organ- und Labortransporte, Hausnotruf, Bereitschaftsdiensten, Pistenrettung, First Respondern, Notfallseelsorge, Einsatznachsorge, Betreuungsdienst, SEG, Notfalldarstellung, Jugendgruppe und Brandschutzdienst an den Hubschrauberlandeplätzen bei den Krankenhäusern tätig.
Die Organisation ist federführendes Mitglied des im Jahr 2011 gegründeten, privatrechtlichen Vereins HELI – Flugrettung Südtirol, des alleinigen Trägers der Südtiroler Flugrettung im Auftrag der Südtiroler Landesregierung.
Partner ist der ADAC und wird bei Verlegungen von dessen Patienten-Mitgliedern von und nach Italien hinzugezogen.
Im Rahmen der COVID-19-Pandemie erweiterte das Weiße Kreuz seine Tätigkeitsfelder temporär um Mithilfe bei Test- und Impfzentren, Einkaufsdienste und unterstütze Alten- und Pflegeheime und das Projekt Essen auf Rädern.

## Geschichte
Die Geschichte des Rettungsdienstes in Südtirol ähnelt stark jener des Südtiroler Feuerwehrwesens. Bereits im 19. Jahrhundert gab es in einigen Orten einen mehr oder weniger gut organisierten, ehrenamtlichen oder hauptamtlichen Rettungs- bzw. Krankentransport. Zwischen den beiden Weltkriegen wurden die meisten Organisationen verboten und wenige staatliche Rettungswachen übernahmen mit hauptamtlichen Mitarbeitern die Aufgaben des Rettungs- bzw. Feuerwehrdienstes. Den Rettungsdienst und Krankentransport übernahm, wie im gesamten Staatsgebiet, das Italienische Rote Kreuz, mit Wachen in jenen Ortschaften, in welchen die Organisation heute noch vertreten ist.
Durch die geringe zur Verfügung stehende Anzahl an Wachen, Mittel und Personal konnten die heute üblichen Hilfsfristen bei weitem nicht eingehalten werden. Johann „Hans“ Nicolussi-Leck, der damalige Gemeindearzt von Eppan, litt Mitte der 1960er Jahre an einem Herzleiden. Für eine Untersuchung musste er sich in die Innsbrucker Klinik begeben. Der für die Verlegung zur Verfügung stehende Krankenwagen hatte aufgrund der winterlichen Straße (es gab damals noch keine Autobahn über den Brennerpass) eine Panne und Nicolussi-Leck schwor sich, falls er gesunden sollte, einen effektiveren Rettungs- und Krankentransport in Südtirol aufzubauen. Nicolussi-Leck gesundete und schaffte es noch 1965 mit der Hilfe von namhaften Bürgern (Günter Eccel, Franz Berger, Heinrich Döcker, Hermann Nicolussi-Leck, Claudio Paruccini, Karl Pellegrini, Letterio Romeo, Josef Rössler) am 10. August 1965 in Bozen den Verein Weißes Kreuz zu gründen.
In den folgenden Jahren war das Weiße Kreuz gezwungen, durch verschiedene, branchenunübliche Tätigkeiten finanziell über Wasser zu bleiben. So sammelte und verkaufte der Verein z. B. Altpapier und Altmetall im großen Stil und hatte dafür auch entsprechende Fahrzeuge erwerben können. Im Laufe der folgenden Jahre entstanden überall in der Provinz Sektionen (= Rettungswachen) des Vereins, um die Hilfsfristen verkürzen zu können. Mit der Zeit wurde auch von politischer Seite erkannt, dass dieser Dienst für eine moderne Gesellschaft unerlässlich ist, und es wurden Rettungswachen gebaut, welche die vormaligen provisorischen Keller und Garagen, in welchen die Sektionen untergebracht waren, ersetzten. Mit dem Dekret des Präsidenten der Republik Italien Nr. 645 vom 10. Oktober 1974 wurde das Weiße Kreuz als privatrechtliche juristische Person anerkannt.
Während ursprünglich jede Rettungswache eine eigene Notrufnummer mit eigenem Telefonisten hatten, werden seit 1993 alle Notrufe durch die LNZ zentral angenommen und disponiert.
Seit dem 21. Mai 1998 ist die Organisation im Landesverzeichnis der ehrenamtlich tätigen Organisationen eingetragen. Seit 2010 gehört das Weiße Kreuz Samaritan International an. Am 18. Februar 2012 trat das Weiße Kreuz der italienischen ANPAS (Associazione Nazionale Pubbliche Assistenze, Nationale Vereinigung der Hilfsorganisationen) bei.
Bei der alljährlichen Vollversammlung am 5. Juni 2015 übergab der bisherige Präsident Georg Rammlmair sein Amt an die bisherige Vizepräsidentin Barbara Siri, die das Amt mehr als acht Jahre ausfüllte. Am 15. November 2023 übergab sie es an ihren Stellvertreter Alexander Schmid.

## Mitglieder und Mitarbeiter
Der Landesrettungsverein Weißes Kreuz Onlus hat über 50.000 Mitglieder aus der Bevölkerung, die einen jährlichen Mitgliedsbeitrag entrichten, der sich nach der Art der Mitgliedschaft richtet. Diese sind „Südtirol“, „Weltweit“ und „Weltweit Plus“, die jeweils als Einzelperson oder Familie abgeschlossen werden können. Um Mitglied beim Weißen Kreuz werden zu können, gilt eine einzige Bedingung: man muss einen ständigen Wohnsitz in Südtirol haben.

## Ausbildung
Die im Verein tätigen haupt- und ehrenamtlichen Mitarbeiter durchlaufen ein Ausbildungsprogramm, welches sich an den in Italien sowie der Autonomen Provinz Bozen geltenden Gesetze ausrichtet.
Die Qualität der Dienstleistungen wird mit jährlichen Pflichtfortbildungen sowie einer ebenfalls jährlichen Rezertifizierung des AED-Diploms garantiert. Die Prüfungen und Rezertifizierungen werden von einer Kommission aus Ausbildern, Notärzten und Krankenpflegern abgenommen.
Neben den Ausbildungen für die vielfältigen Aufgaben im Verein, gibt es grundlegend drei Qualifikationsstufen:
KTS-Kurs:
Dieser Grundkurs wird von allen Mitarbeitern beim Eintreten in den Verein absolviert und umfasst die Grundlagen der HLW, Traumaversorgung sowie Patientenumlagerung. Nach erfolgreichem Abschluss der Prüfung kann der Mitarbeiter z. B. im Krankentransport eingesetzt werden.
RDS-Kurs:
Der Mitarbeiter vertieft ausführlich die im Rettungsdienst notwendigen Maßnahmen wie z. B. Pediatric Basic Life Support und bekommt eine Einführung in das MANV-Konzept. Die Mitarbeiter dieser Qualifikationsstufe werden vorrangig im Rettungsdienst eingesetzt.
C-Kurs:
In der höchsten Qualifikationsstufe im Südtiroler Rettungsdienst nach Krankenpfleger und Notarzt werden die Inhalte nochmals vertieft. Auf die Zusammenarbeit mit dem (not-)ärztlichen Personal, auch in Großschadenslagen, wird besonders Wert gelegt.
Die Fahrzeuge des Weißen Kreuzes sind, bis auf die Fahrzeuge des Betreuungszuges, inklusive Beladung und Mannschaft alle maximal 3,5 Tonnen schwer und können daher mit dem B-Führerschein gefahren werden. Um dies auch weiterhin zu gewährleisten, werden beim Neuankauf von RTW und NAW leichtere Modelle bevorzugt, wie etwa der Ausbau Otaris Light an Stelle des schwereren Modells Delfis 3 von Ambulanz Mobile. Um die Fahrerlaubnis mit Sondersignal zu erlangen bzw. aufrechtzuerhalten, sind aufgrund der italienischen Gesetze und der vereinsinternen Regelung ein Mindestalter von 21 Jahren, ein Einweisungskurs und regelmäßige Fahrsicherheitstrainings notwendig.

## Fahrzeuge

### Fahrzeugtypen
- NEF (Notarzteinsatzfahrzeug): Dieses Fahrzeug steht ausschließlich der LNZ zur Verfügung und wird mindestens mit einem Notarzt des jeweiligen Bezirkskrankenhauses sowie einem Mitarbeiter mit C-Kurs besetzt. In einigen Bezirken fährt zeitweise zusätzlich ein Krankenpfleger an Bord mit.
- NAW (Notarztwagen): Dieses Fahrzeug steht ausschließlich der LNZ zur Verfügung und wird mindestens mit einem Notarzt des jeweiligen Bezirkskrankenhauses, einem Mitarbeiter mit C-Kurs, sowie einem weiteren Mitarbeiter mit mindestens RDS-Kurs besetzt. In einigen Bezirken fährt zeitweise zusätzlich ein Krankenpfleger an Bord mit.
- RTW (Rettungstransportwagen): Dieses Fahrzeug steht ausschließlich der LNZ zur Verfügung und wird mindestens mit zwei Mitarbeitern mit RDS-Kurs besetzt. In einigen Bezirken fährt zeitweise zusätzlich ein Krankenpfleger an Bord mit.
- NKTW (Notfall-Krankentransportwagen): Dieses Fahrzeug steht normalerweise der LNZ zur Verfügung, kann aber bei Bedarf auch von der Einsatzzentrale des Weißen Kreuzes für Krankentransporte eingesetzt werden. Es wird mindestens ein Mitarbeiter mit RDS-Kurs sowie einer mit KTS-Kurs eingesetzt. Aufgrund der Ausrüstung und Ausbildung innerhalb des Weißen Kreuzes erfüllen beinahe alle KTWs diese Vorgaben und werden entsprechend eingesetzt.
- KTW (Krankentransportwagen): Dieses Fahrzeug steht i. d. R. der Einsatzzentrale des Weißen Kreuzes für Krankentransporte zur Verfügung, kann aber auch für Noteinsätze angefordert werden. Es sind mindestens ein Mitarbeiter mit mindestens KTS-Kurs an Bord.
- LKTW (Langstrecken-Krankentransportwagen): Dieses Fahrzeug dient dem Rückholdienst hierzulande verunfallter EU-Bürger[10] und verfügt häufig über einen niedrigeren Aufbau als gewöhnliche KTW, um den Strömungswiderstand und somit den Verbrauch bei Autobahnfahrten zu reduzieren. In der Regel verwendet das Weiße Kreuz Fahrzeuge des Modells Hornis Baltic von Ambulanz Mobile als LKTW.
- BTW (Behindertentransportkraftwagen): Dieses Fahrzeug steht ausschließlich der Einsatzzentrale des Weißen Kreuzes für Krankentransporte zur Verfügung. Es befindet sich ein Mitarbeiter mit mindestens KTS-Kurs an Bord.
- PTW (Personentransportwagen): Dieses Fahrzeug steht ausschließlich der Einsatzzentrale des Weißen Kreuzes für Krankentransporte zur Verfügung. Es befindet sich ein Mitarbeiter mit mindestens KTS-Kurs an Bord.
- ORG (Einsatzleitfahrzeug): Das Einsatzleitfahrzeug bringt den Organisatorischen Leiter Rettungsdienst (ORG) zum Einsatzort. Der ORG berät bei MANV-Einsätzen den leitenden Notarzt (LNA), setzt seine Entscheidungen um und nimmt die taktische, organisatorische und logistische Leitung des Einsatzes wahr. Einsatzleitfahrzeuge des Weißen Kreuzes sind in Bozen[11], Brixen[12], Bruneck[10], Schlanders[13] und Meran stationiert.
- Sanitätsmotorräder: Seit 2018 setzt das Weiße Kreuz bei hohem Verkehrsaufkommen auf Autobahnen und Hauptdurchzugsstraßen zwei mit Rettungssanitätern besetzte Reiseenduros (Ducati Multistrada 950) für Patrouillenfahrten und als First Responder ein.

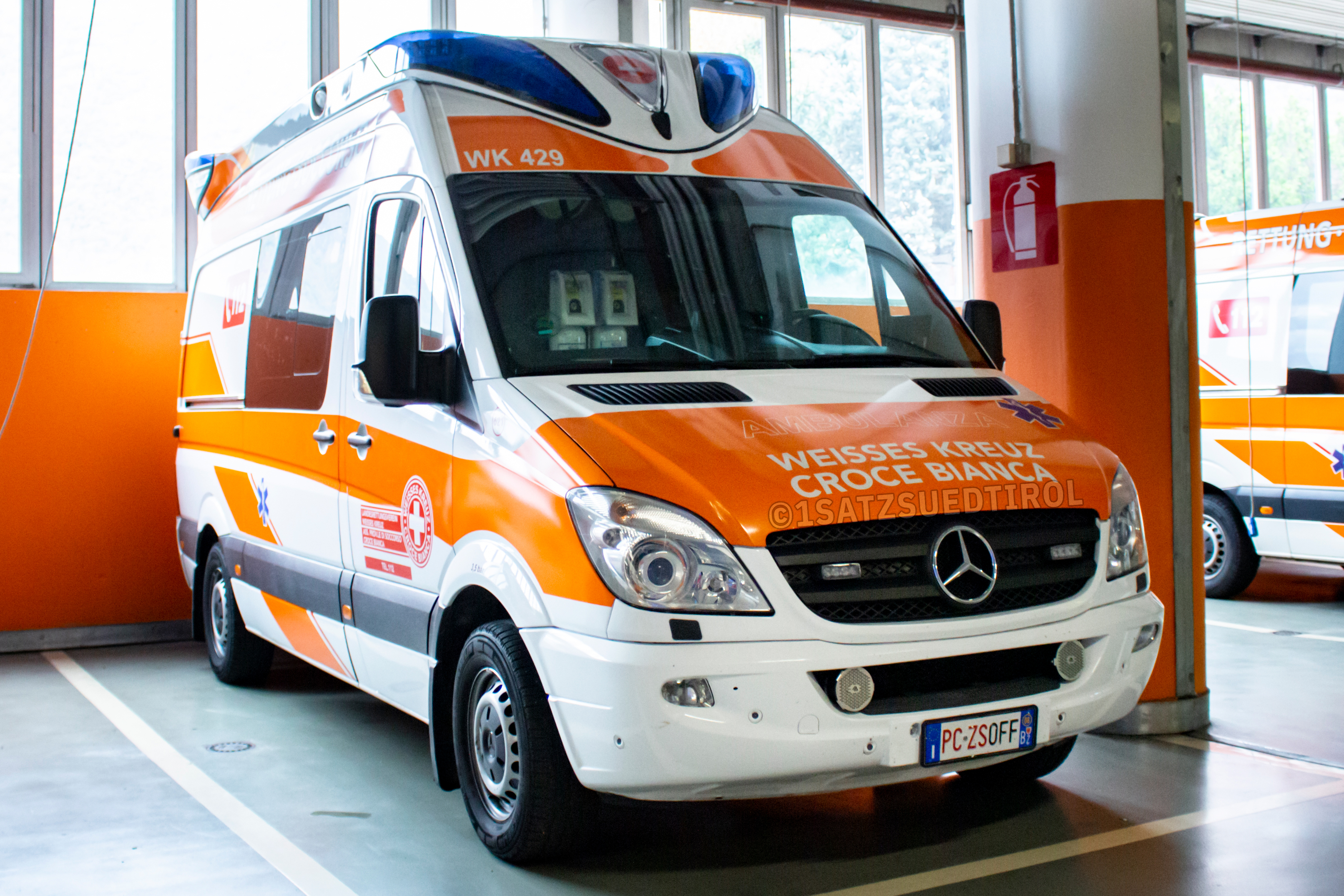
NAW der Sektion Bozen (Delfis 3)
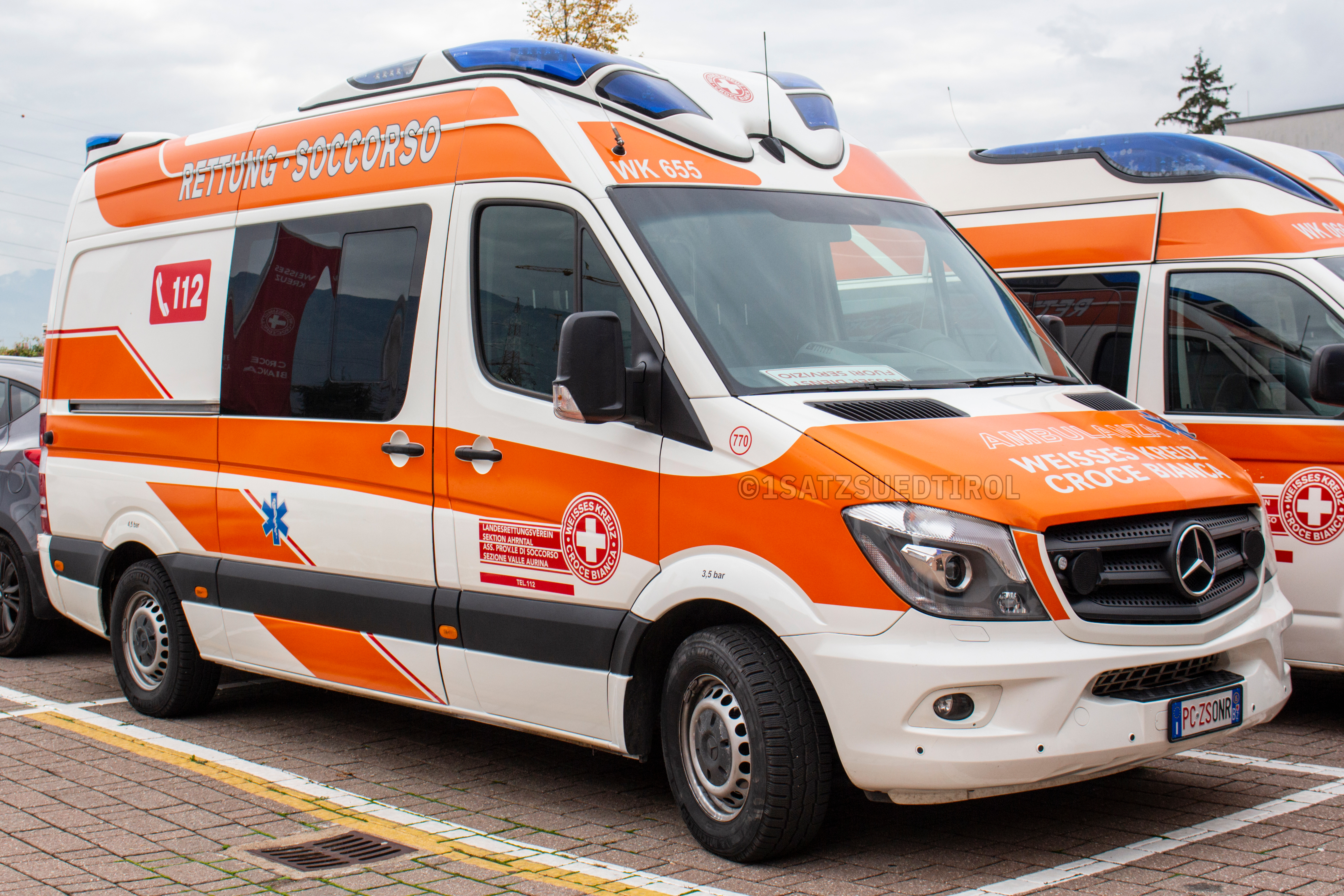
RTW der Sektion Ahrntal (Otaris Light)
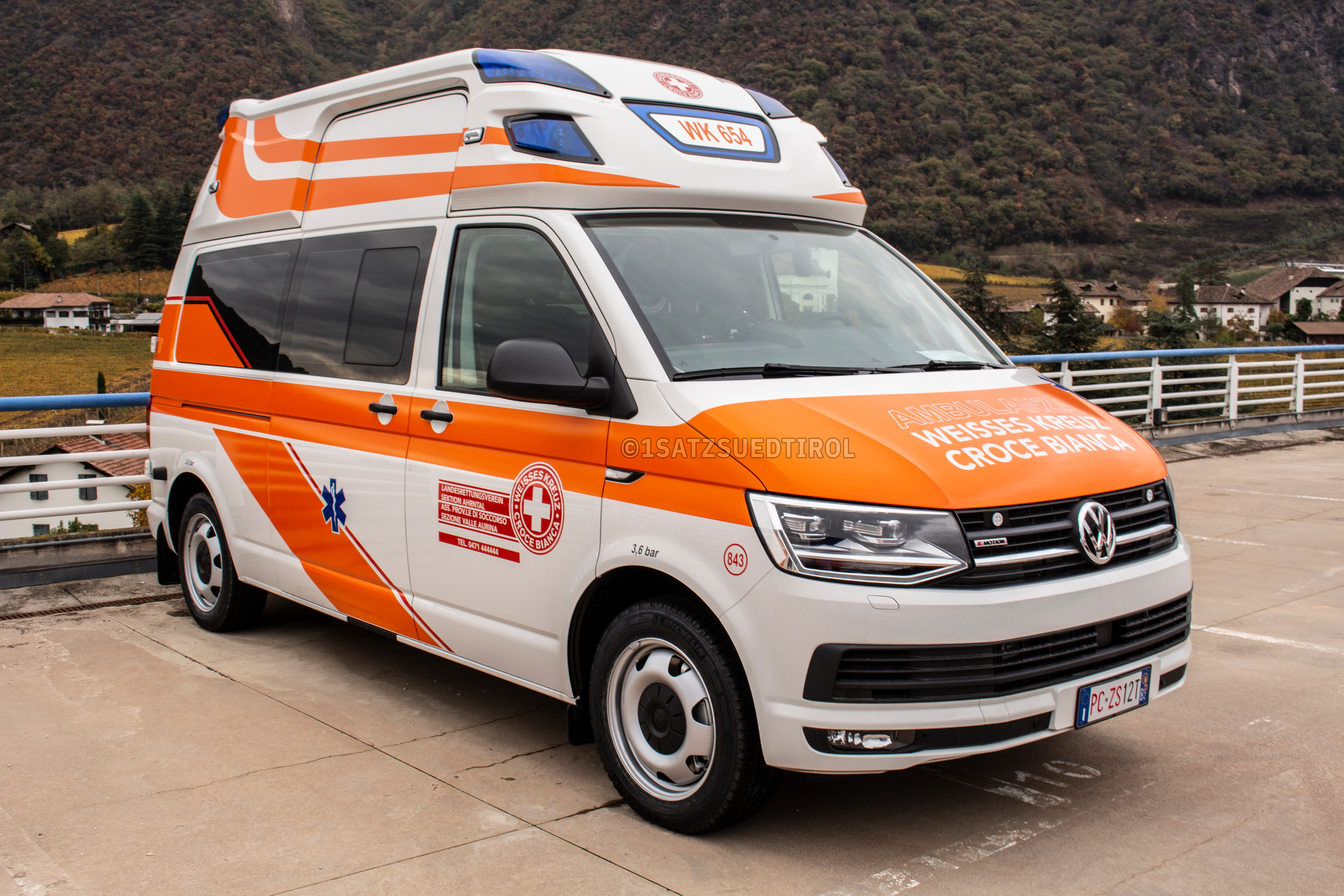
KTW der Sektion Ahrntal (Hornis Spaceline)
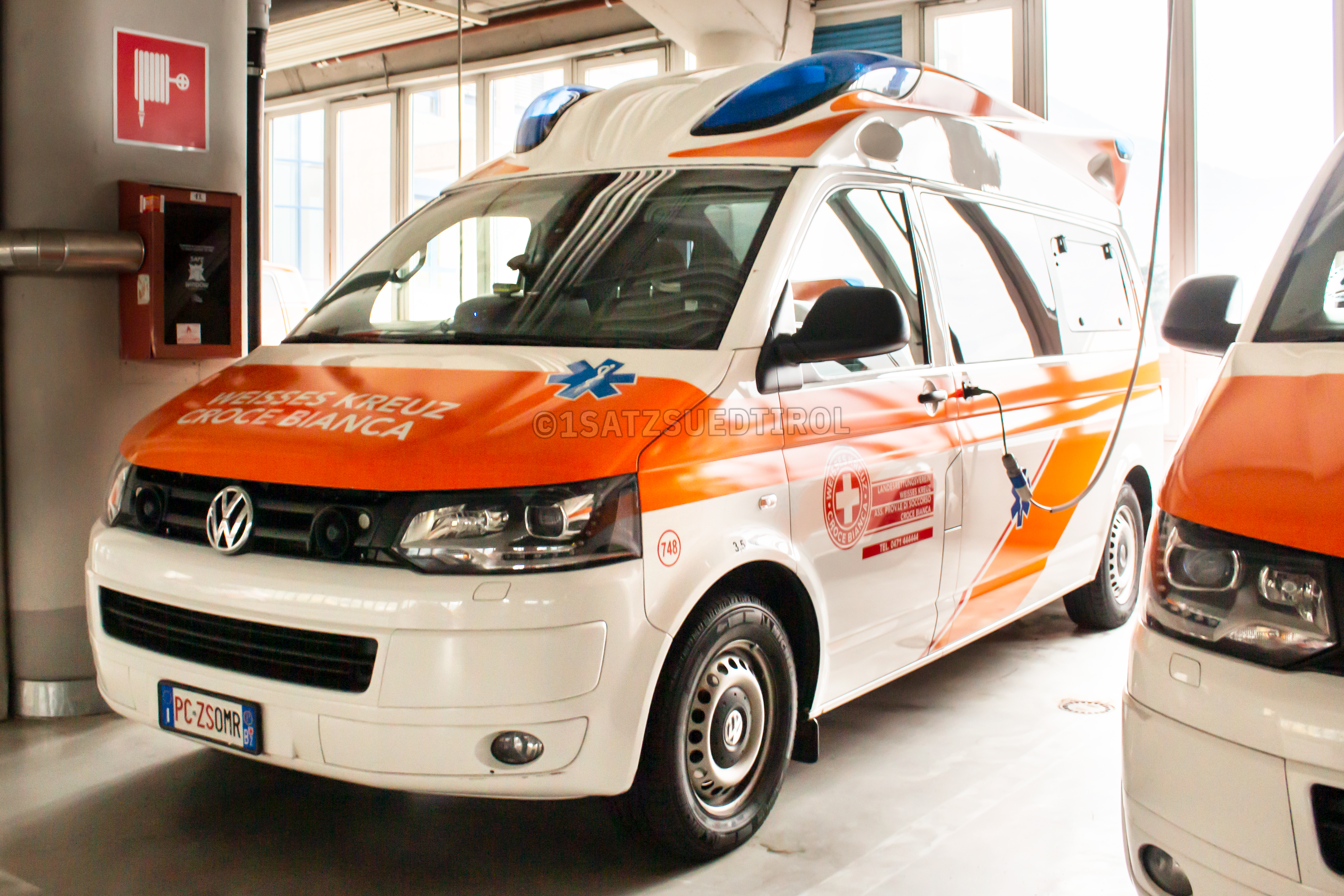
LKTW in der Wache Bozen (Hornis Baltic)
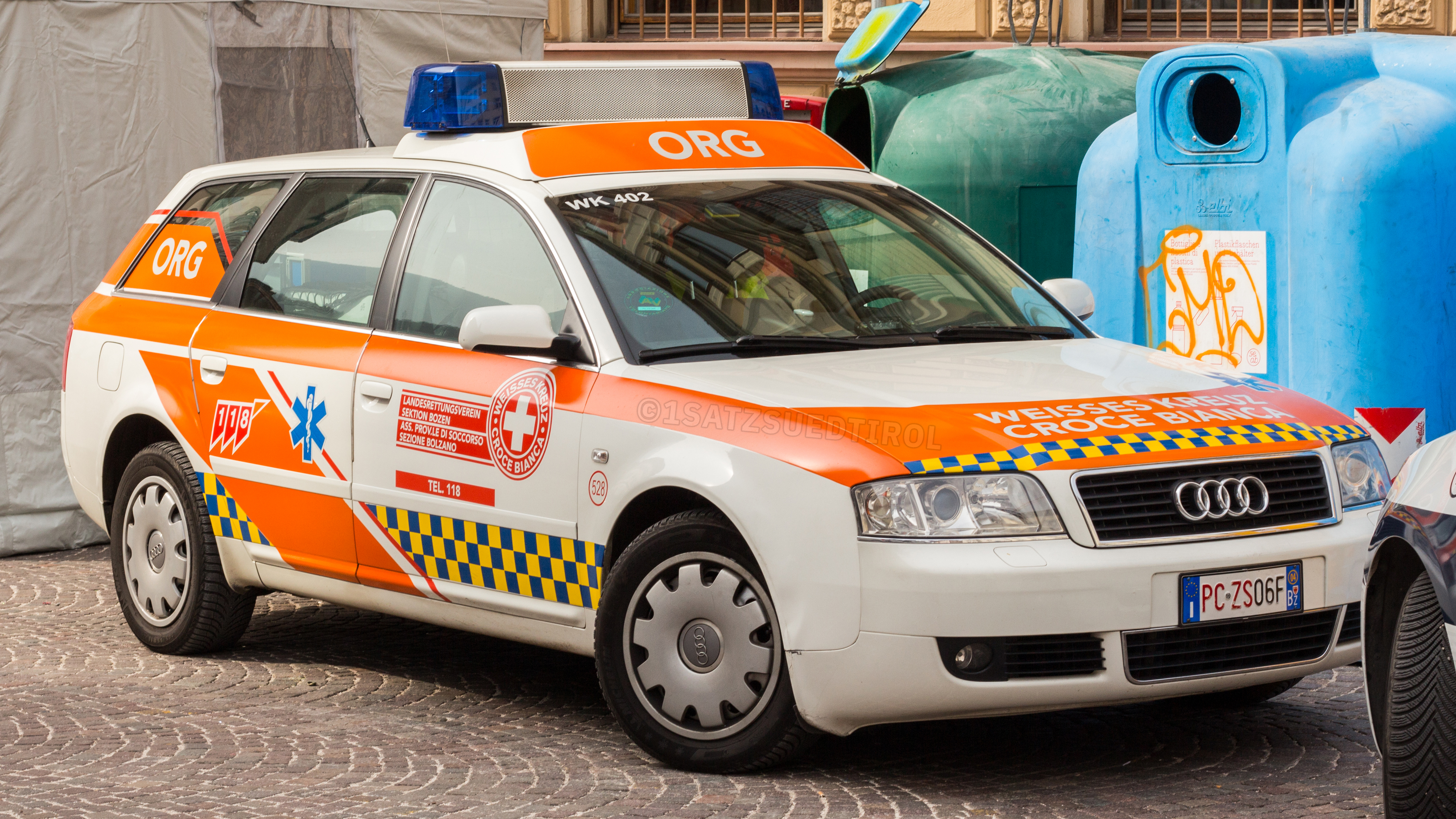
Einsatzleitfahrzeug der Sektion Bozen bei der Seligsprechung von Josef Mayr-Nusser.
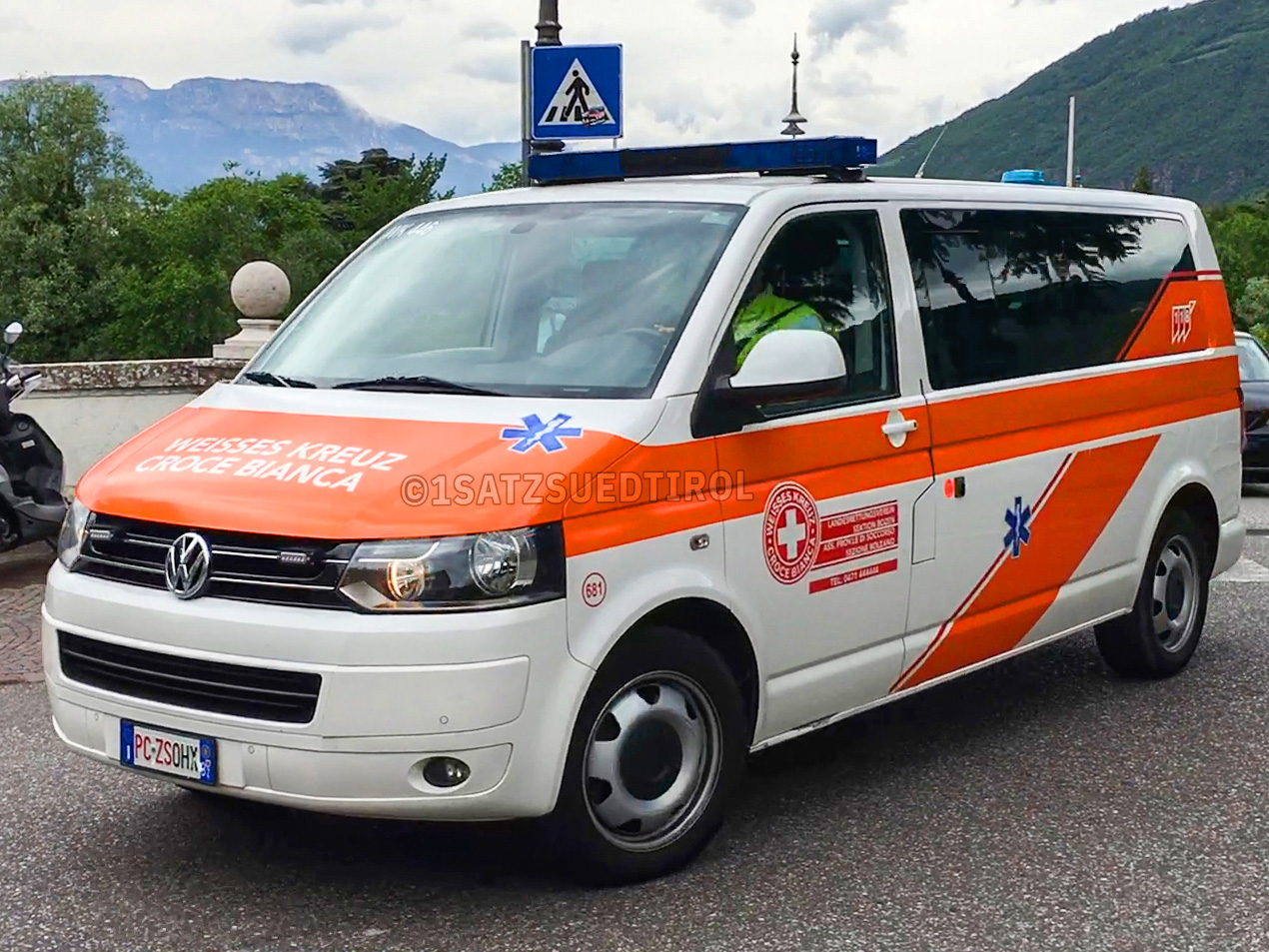
PTW der Sektion Bozen
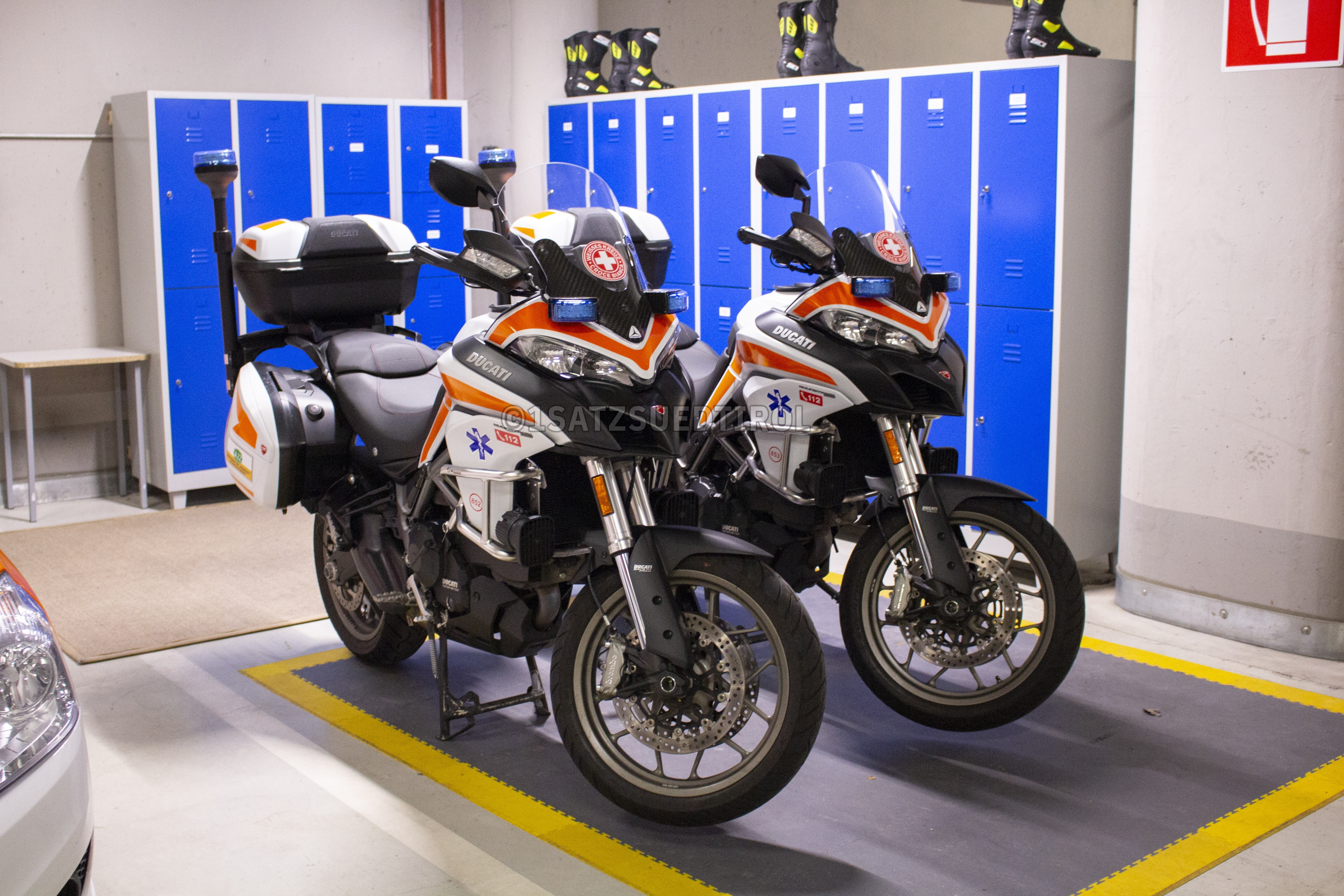
Sanitätsmotorräder in der Wache Bozen

### Erscheinungsbild
Um den Anforderungen der EN 1789 gerecht zu werden, basieren beinahe alle NAW und RTW auf dem Mercedes-Benz Sprinter (Ausbau: Ambulanz Mobile Delfis 3 und Otaris Light) und alle KTW, NKTW und LKTW auf dem Volkswagen-Bus (Ausbau: Ambulanz Mobile Hornis Spaceline, Hornis Silverline, Hornis Alpin und Hornis Baltic).
Ursprünglich waren die Fahrzeuge elfenbeinfarben lackiert und zeichneten sich nur durch das Vereinslogo sowie den jeweiligen Sektionsnamen und die Sektionstelefonnummer aus.
Die aktuelle Farbgebung entspricht, wie alle Rettungsfahrzeuge in Italien, nicht den Empfehlungen der EU für Schwefel- bzw. Eurogelb. Sie entsprechen jedoch den in Italien geltenden Gesetzen, welche vorschreiben, dass private Rettungsorganisationen durch weiße Fahrzeuge mit diagonalen, orangen Streifen an beiden Fahrzeugseiten gekennzeichnet sein müssen. Zusätzlich sind die Fahrzeuge des Vereins um umlaufende orange Streifen und roten Zierstreifen ergänzt. Diese Grundbeklebung ist um das Vereinslogo, dem Logo der LNZ sowie um jenes eines eventuellen Sponsors ergänzt.
Einsatzleitfahrzeuge (ORG) tragen neben der Standardbeklebung einen umlaufenden gelb-blau-karierten Streifen.
Die Fahrzeuge des Betreuungszugs sowie der SEG sind ebenfalls nach diesem Schema beklebt, jedoch haben sie zusätzlich ein blaues umlaufendes Band am Dachrand.
Das hauseigene Abschleppfahrzeug des Vereins ist in Signalgelb gehalten.
Mitte 2018 schaffte das Weiße Kreuz einen Blut- und Medikamententransporter auf Basis des elektrisch betriebenen Nissan e-NV 200 an. Das Folierungsdesign wurde von einem Designstudenten der Universität Bozen entwickelt und enthält in Anlehnung an die Elektromobilität grüne Designelemente.
Seit dem Jahr 2001 tragen die Fahrzeuge Kfz-Kennzeichen des Zivilschutzes in der Form „PC ZS xxx“.

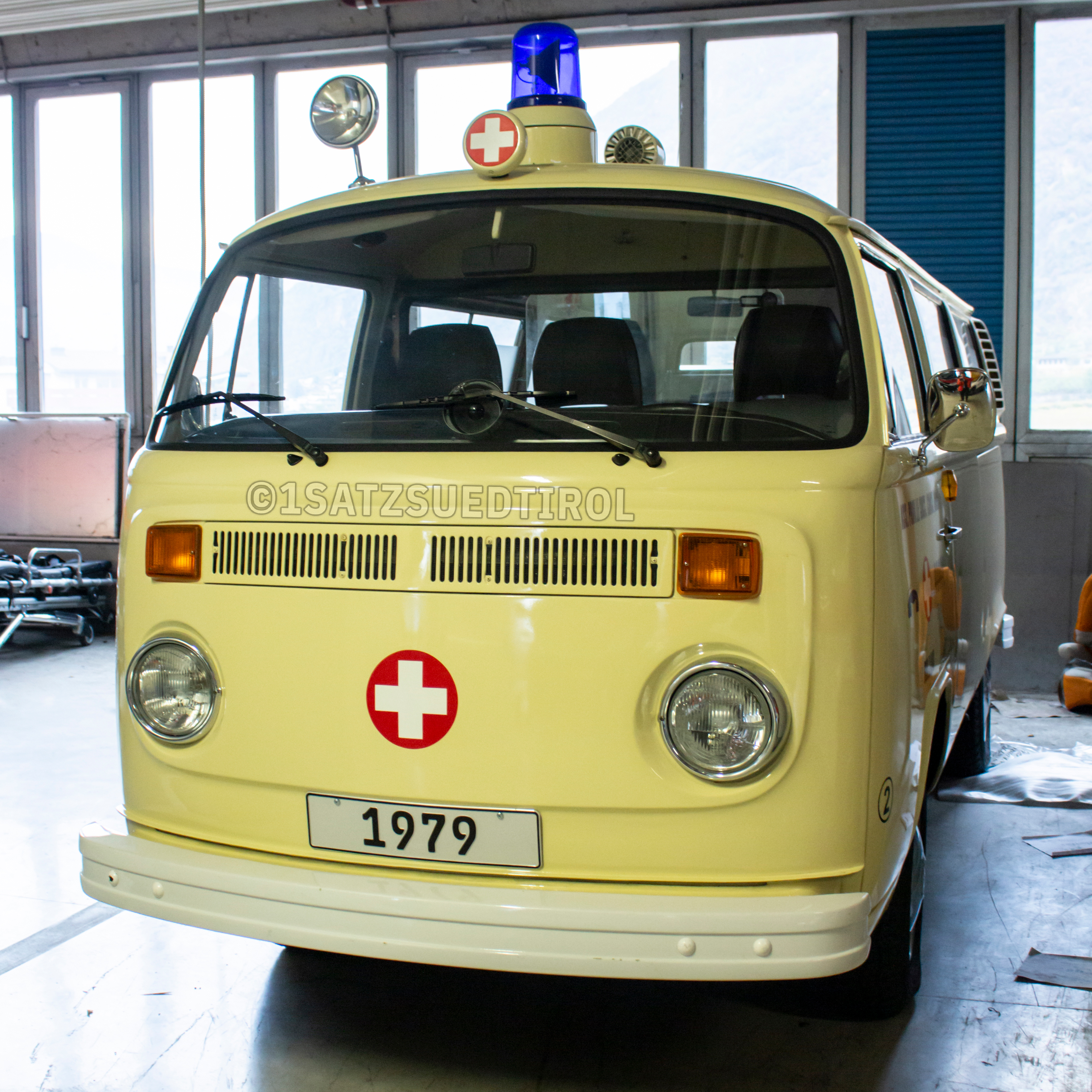
Weißkreuz-RTW von 1979 (VW T2)
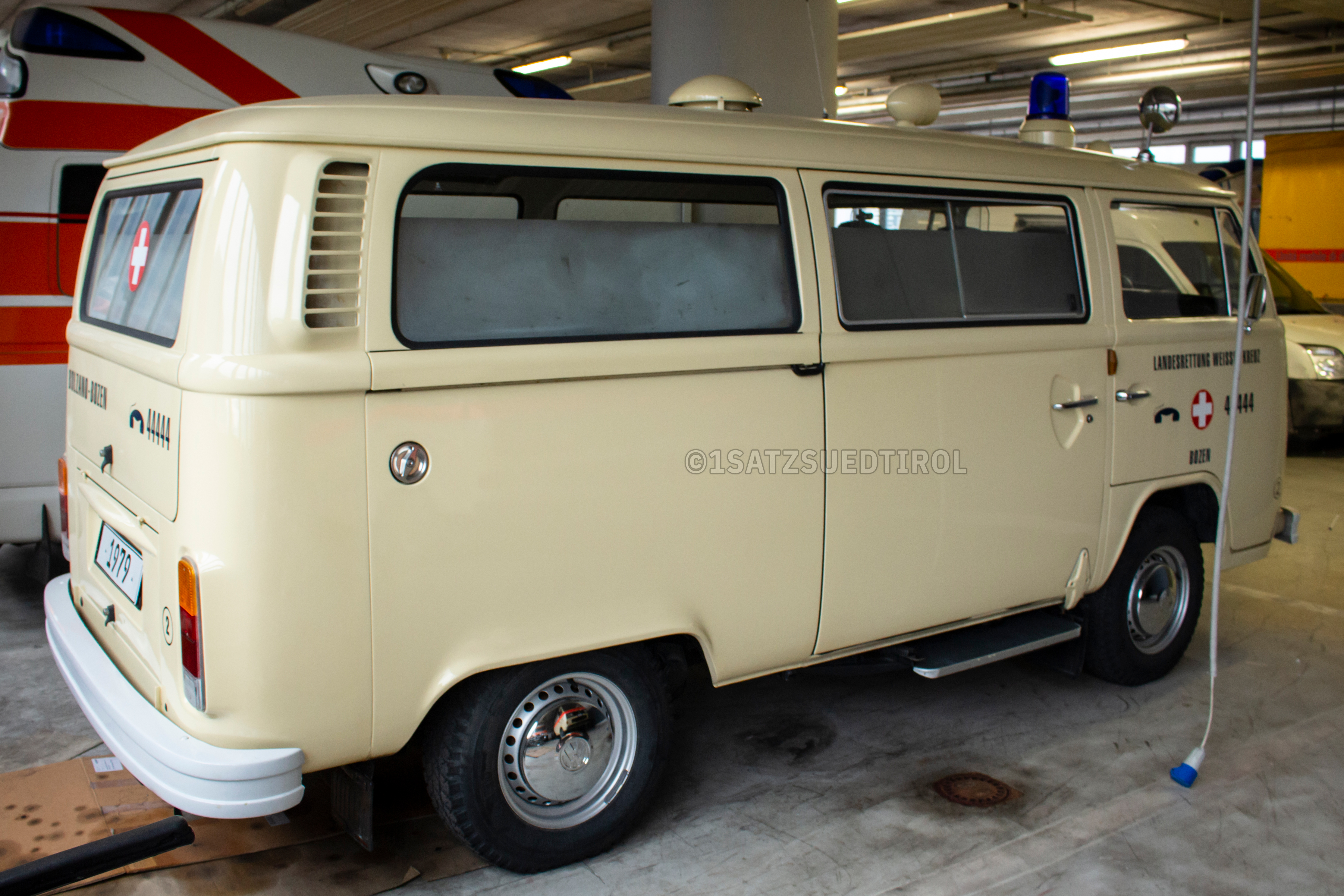
Seitenansicht des T2
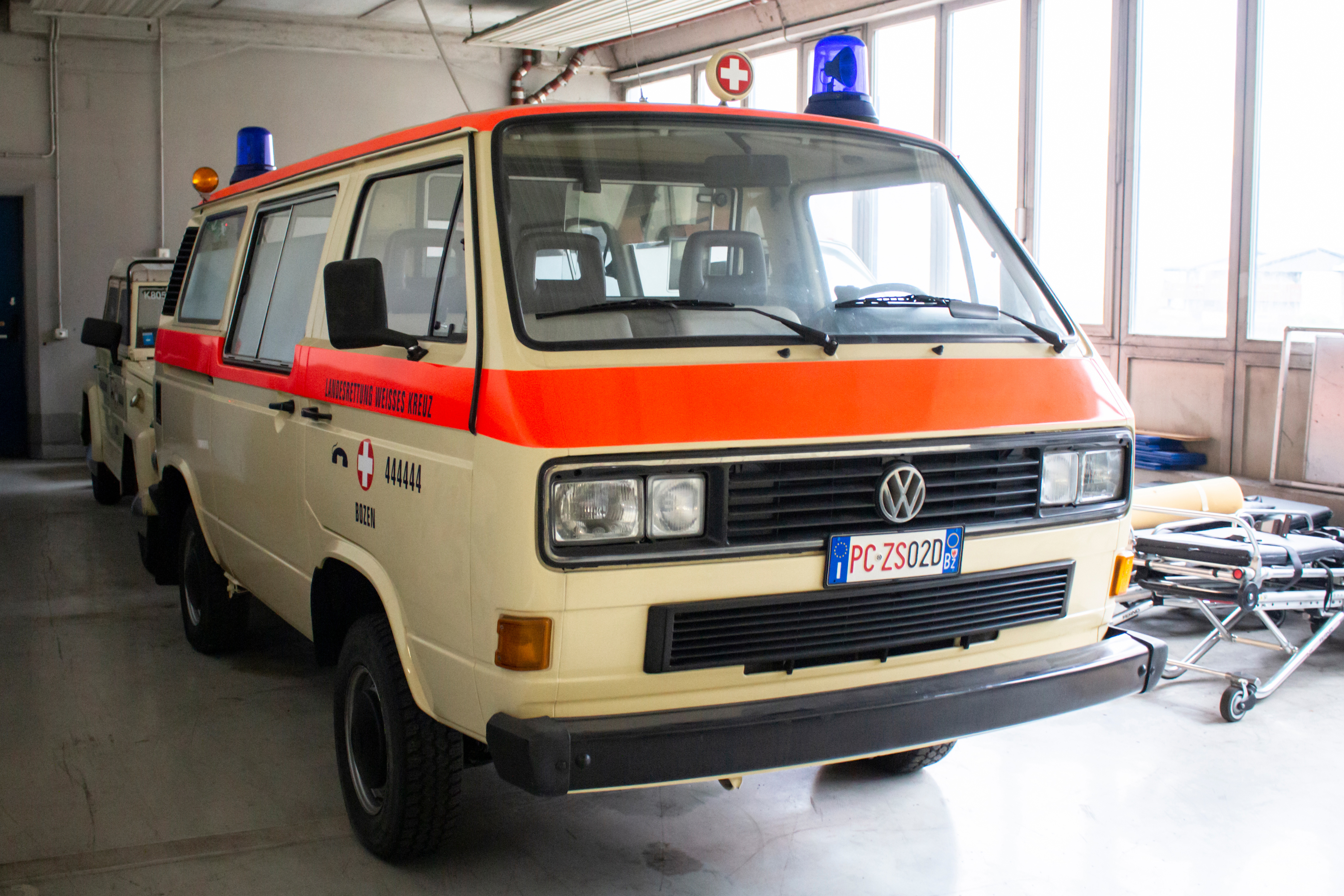
Späterer RTW auf VW-T3-Basis
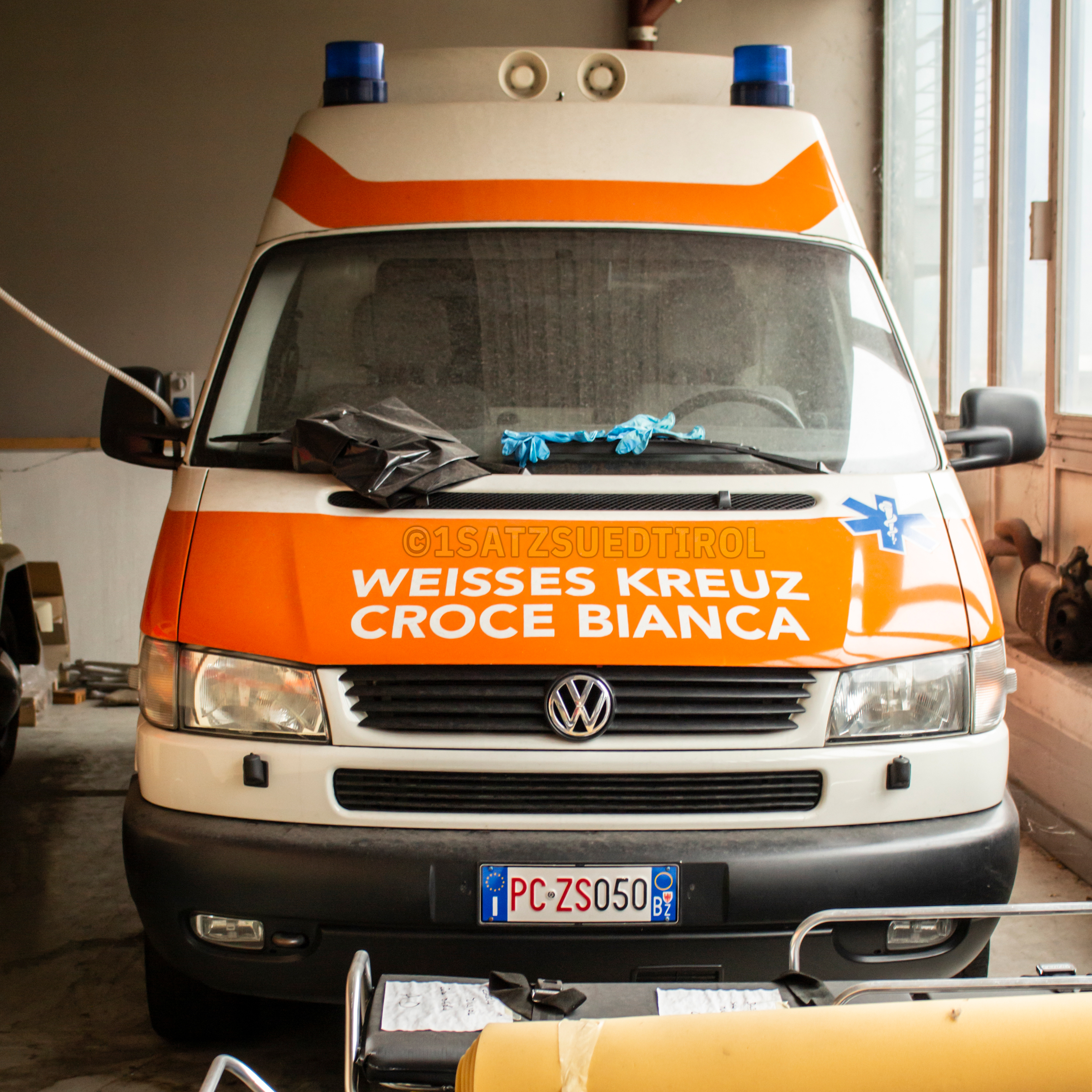
KTW auf Basis des VW T4
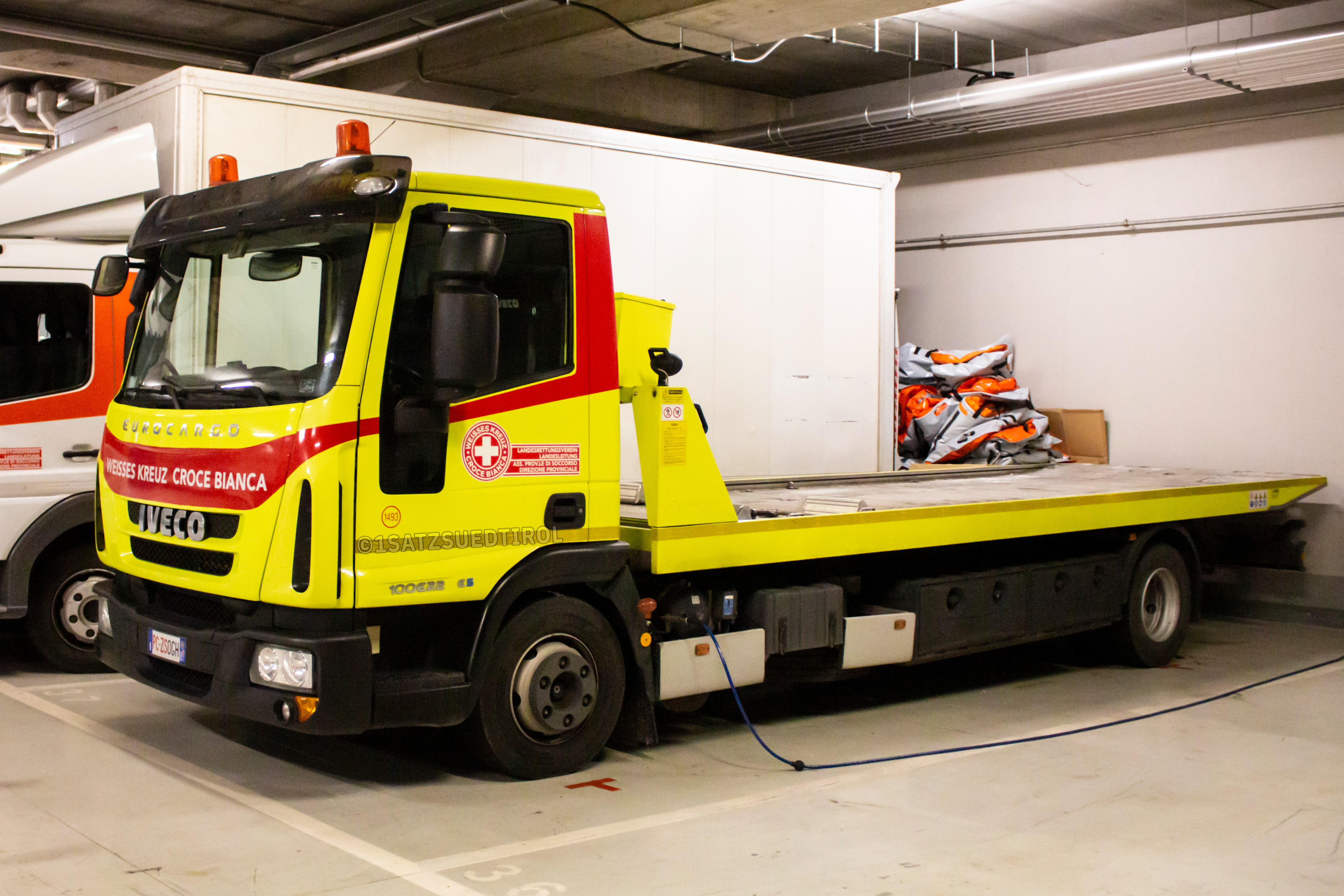
Der vereinseigene Abschleppwagen
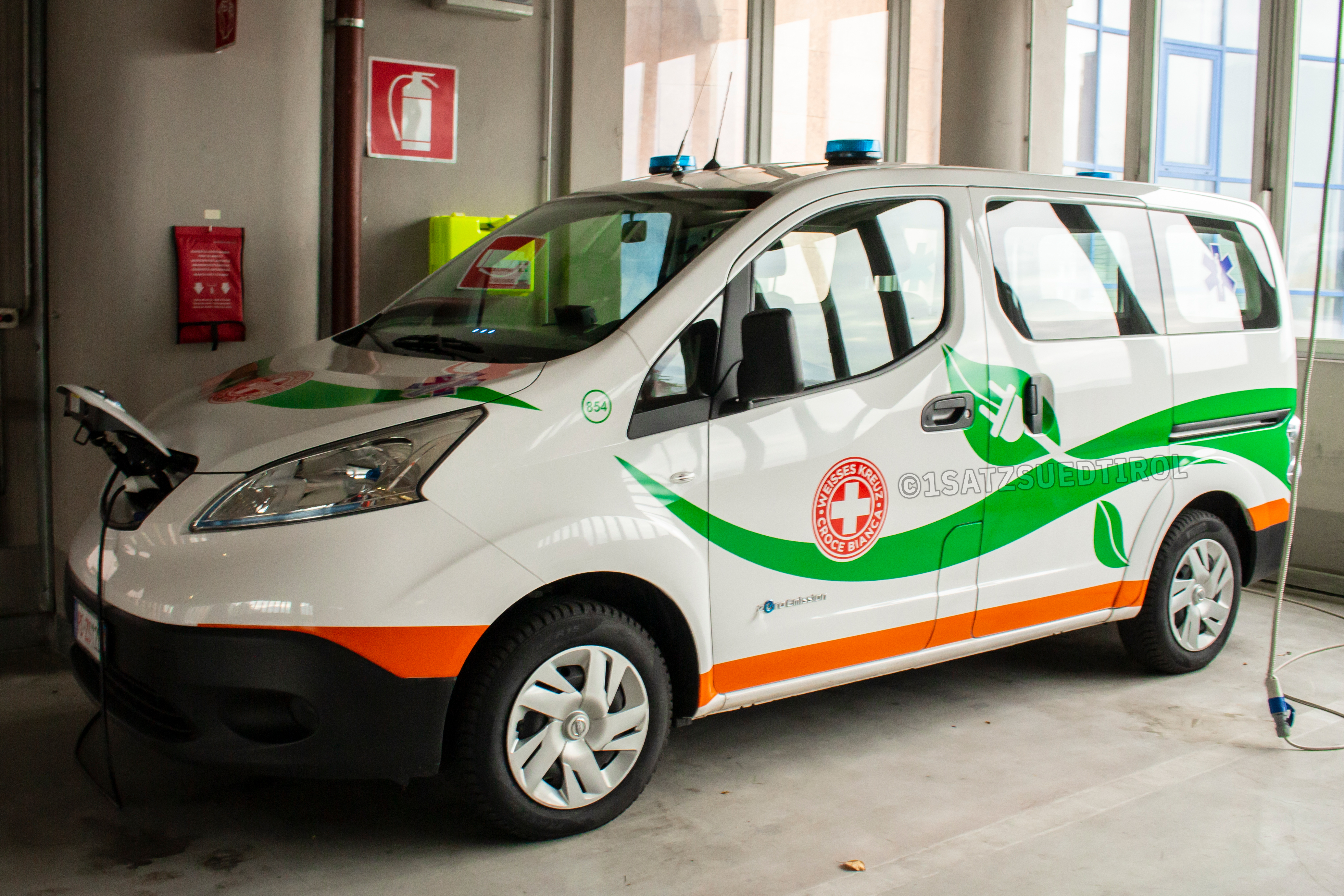
e-NV 200 in eigenem Design
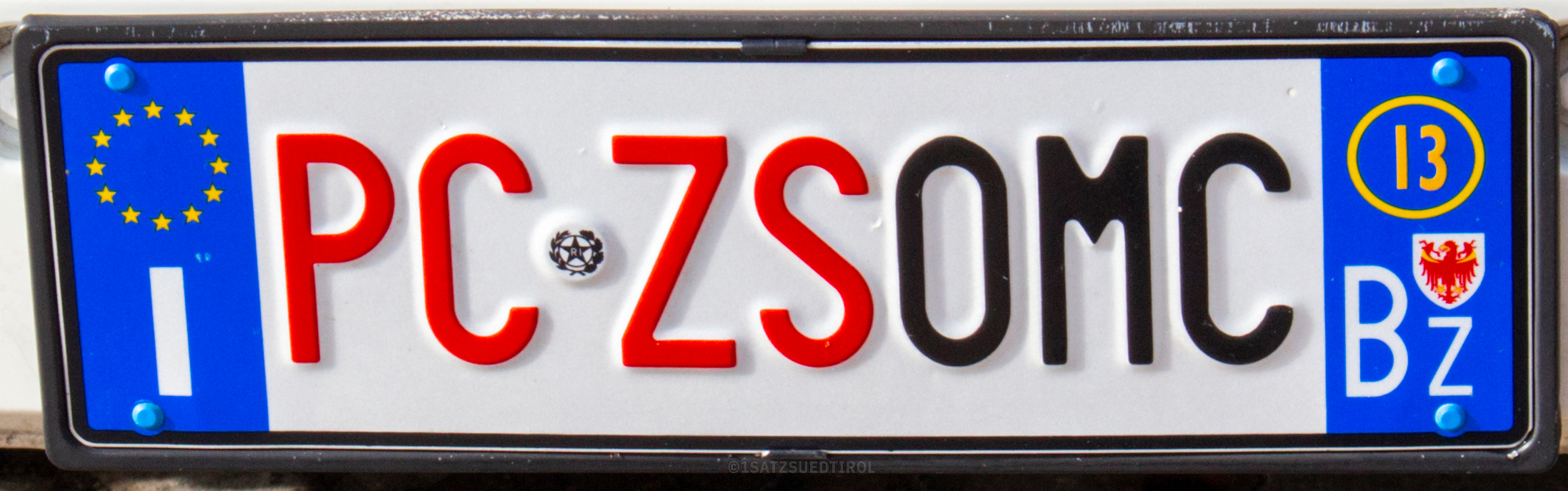
Kennzeichen eines RTW des Weißen Kreuzes

### Wünschewagen – Sogni e vai

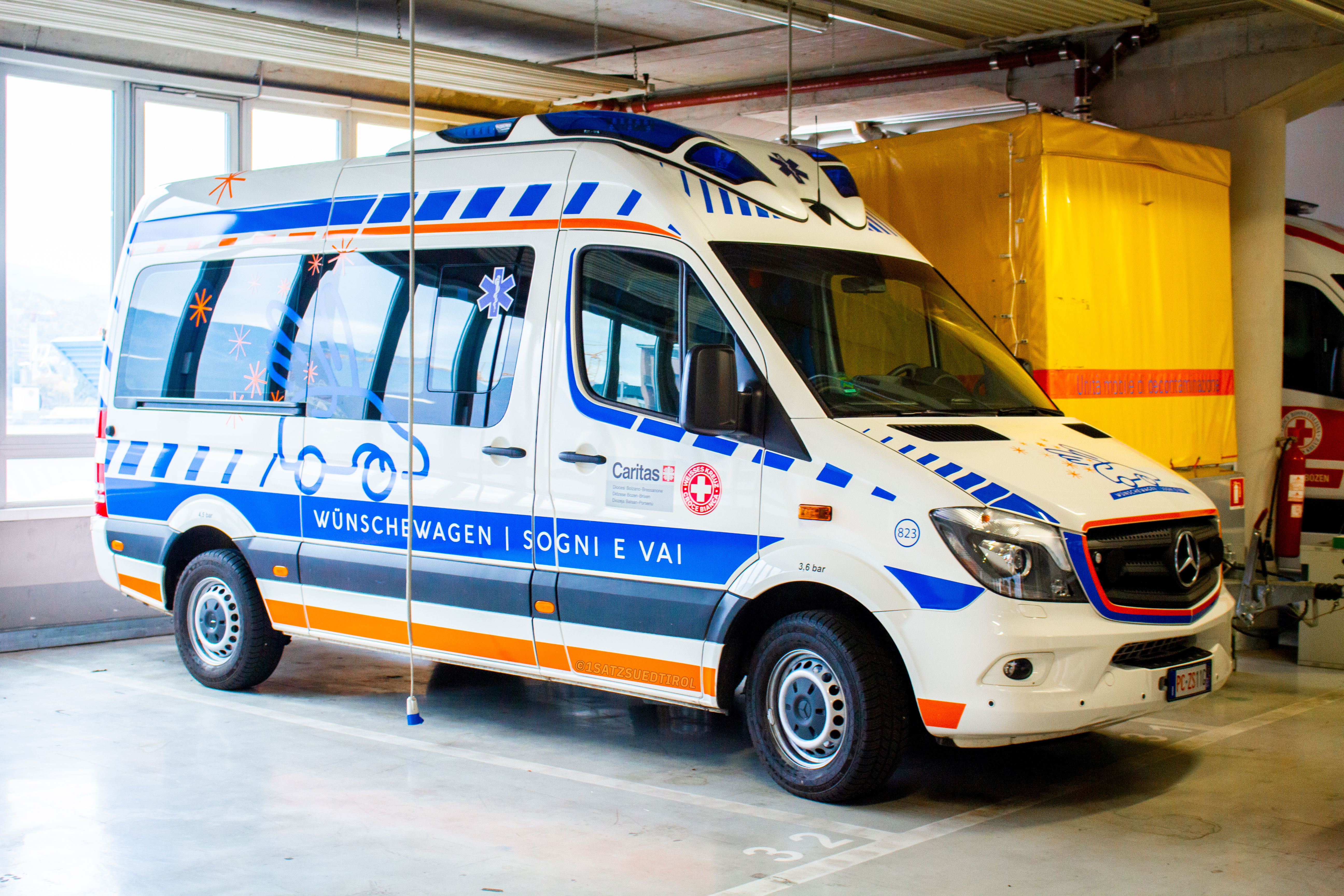
Der Wünschewagen auf der Rettungswache Bozen

Zusammen mit der Caritas Diözese Bozen-Brixen betreibt das Weiße Kreuz seit Ende 2017 das Projekt Wünschewagen – Sogni e vai, das schwerkranken Personen letzte Wünsche erfüllt. 2018 wurden insgesamt 33 Fahrten durchgeführt, die für die Betroffenen und Angehörigen kostenlos sind und u. a. durch Spendengelder finanziert werden.
Der Mercedes-Benz Sprinter des Typs Otaris Light trägt eine vom restlichen Weißkreuz-Fuhrpark stark abweichende blau-orange Folierung auf weißem Grund und verfügt über die entsprechende medizinische Ausstattung zur Begleitung schwerkranker Patienten. Die Sondersignalanlage entspricht weitestgehend jener der gewöhnlichen Sprinter-RTW des Weißen Kreuzes, allerdings trägt der Wünschewagen anstatt des üblichen Heckwarnsystems mit paarigen Kennleuchten eine einzelne, runde Kennleuchte im Heckbereich.

### Funkrufname

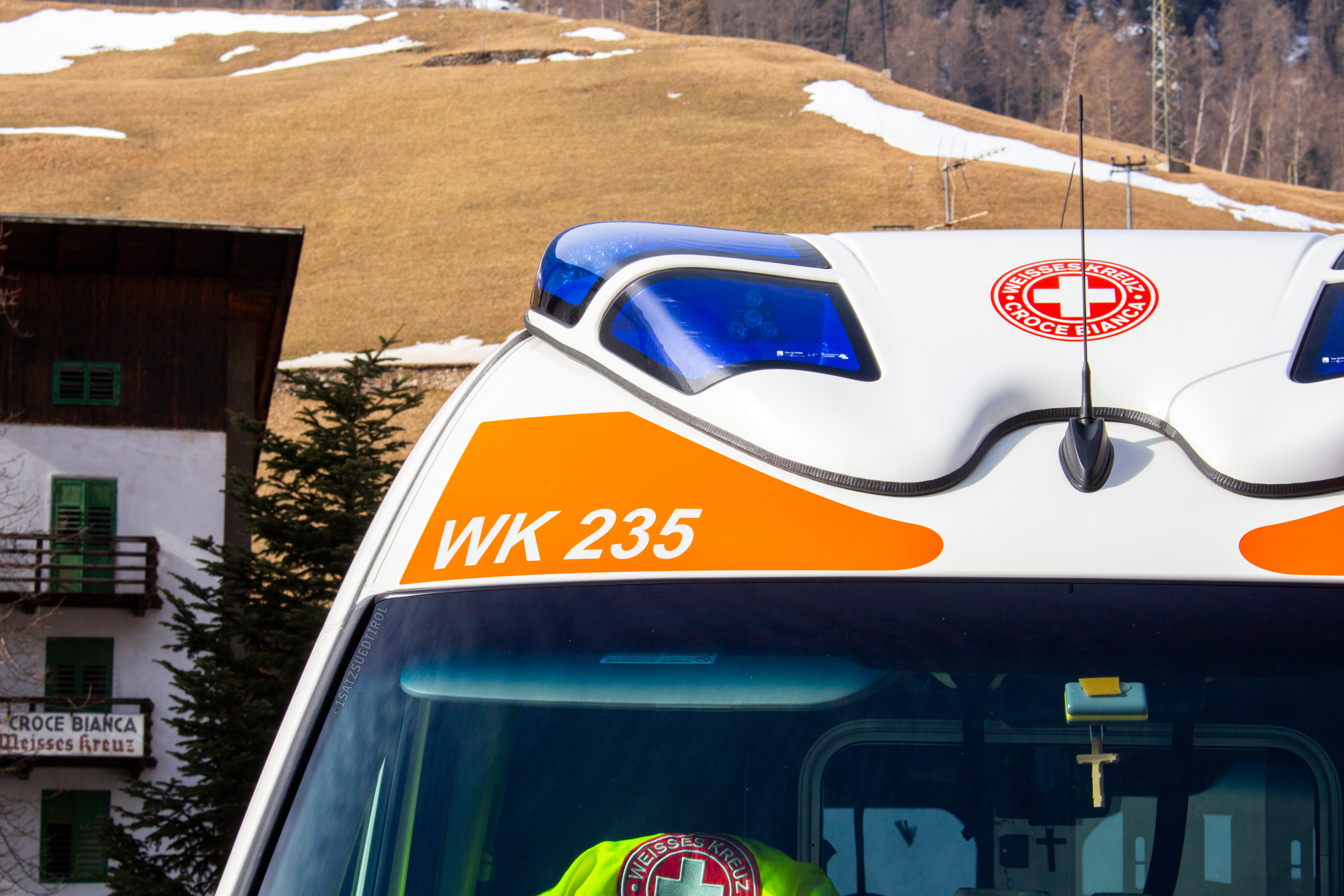
Funkrufname: 23 steht für Sektion Naturns, 5 steht für RTW

Jedes Fahrzeug des Weißen Kreuzes hat einen eindeutigen Funkrufnamen, der gut sichtbar an Front und Heck angebracht ist und sich aus dem Anfangskürzel „WK“ (für Weißes Kreuz) und drei Ziffern zusammengesetzt:
Die ersten zwei Ziffern identifizieren die Rettungswache (Sektion), an der das jeweilige Fahrzeug stationiert ist: 80 steht beispielsweise für die Sektion Sterzing, die Fahrzeuge tragen die Funkrufnamen WK 803, WK 805, WK 809... Großen Sektionen mit vielen Fahrzeugen sind mehrere Nummern zugeordnet. Das ermöglicht die Benennung mehrerer RTW in einer Sektion, z. B. WK405, WK415 und WK425 in Bozen.
Eine Ausnahme bilden LKTW und Reservefahrzeuge, deren Funkrufname mit 0 beginnt. LKTW sind verschiedenen Sektionen zugeordnet, z. B. WK 024 – Brixen, WK 025 – Naturns oder WK 028 – Innichen. Reservefahrzeuge sind entsprechenden Bezirken zugeteilt, z. B. Bezirk Pustertal/Eisacktal.
Die dritte Ziffer gibt Auskunft über den Fahrzeugtyp: RTW tragen die Ziffer 5, und Rettungsfahrzeuge, deren Funkrufname auf 9 endet, sind notarztbesetzt (NEF oder NAW). Die übrigen Zahlen sind KTW, NKTW, PTW und BTW beliebig zugewiesen. Einsatzleitfahrzeuge tragen stets Funkrufnamen nach dem Schema WK x02: WK102 (Prad), WK202 (Meran), WK 402 (Bozen), WK 502 (Brixen), WK 602 (Bruneck). Allerdings enden auch die Funkrufnamen mancher KTW und BTW auf 2, z. B. WK 412 (KTW, Bozen) oder WK 512 (KTW, Brixen).
| Sektionsname         | Sektionssitz               | Nummer |
| -------------------- | -------------------------- | ------ |
| Schlanders           | Schlanders                 | 10–11  |
| Mals                 | Mals                       | 13     |
| Vinschgauer Oberland | St. Valentin auf der Haide | 16     |
| Prad                 | Prad am Stilfserjoch       | 18     |
| Sulden               | Sulden                     | 19     |
| Meran                | Meran                      | 20–22  |
| Naturns              | Naturns                    | 23     |
| Ultental             | St. Walburg                | 25     |
| Passeiertal          | St. Leonhard in Passeier   | 26     |
| Lana                 | Lana                       | 28     |
| Unterland            | Neumarkt                   | 30–32  |
| Seis                 | Seis am Schlern            | 33     |
| Überetsch            | Eppan                      | 35     |
| Salurn               | Salurn                     | 37     |
| Gröden               | St. Christina in Gröden    | 38     |
| Bozen                | Bozen                      | 40–44  |
| Ritten               | Klobenstein                | 45     |
| Etschtal             | Terlan                     | 46     |
| Deutschnofen         | Deutschnofen               | 47     |
| Welschnofen          | Welschnofen                | 48     |
| Sarntal              | Sarnthein                  | 49     |
| Brixen               | Brixen                     | 50–51  |
| Klausen              | Klausen                    | 57     |
| Mühlbach             | Mühlbach                   | 59     |
| Bruneck              | Bruneck                    | 60–61  |
| Alta Badia           | Stern                      | 63     |
| Ahrntal              | Luttach                    | 65     |
| St. Vigil/Enneberg   | St. Vigil in Enneberg      | 69     |
| Innichen             | Innichen                   | 70–71  |
| Sterzing             | Sterzing                   | 80     |

## Organigramm
Die Befehlsstruktur innerhalb des Vereins trennt klar die Aufgaben und Pflichten der Ehrenamtlichen von den Hauptamtlichen Mitarbeitern. Jedoch wird großer Wert darauf gelegt, dass nach außen hin alle Mitarbeiter gleich erscheinen. So gibt es z. B. keine Rangabzeichen, Schulterklappen oder ähnliches, welche über den Ausbildungsgrad oder den Zuständigkeitsbereich Auskunft geben.
In jeder Sektion wird von allen Mitarbeitern alle vier Jahre der Ausschuss neu gewählt. Der Ausschuss besteht aus dem hauptamtlichen Dienstleiter der Sektion, den Leitern der einzelnen Abteilungen einer Sektion (z. B. Leiter der Jugendgruppe, Leiter der Notfallseelsorge usw.) sowie einigen frei gewählten Mitgliedern.
Dieser Ausschuss tagt in regelmäßigen Abständen und kümmert sich um den Erhalt und die Fortführung der Sektion. Den Ausschuss leiten der Sektionsleiter und der Vizesektionsleiter.
Auf Landesebene gibt es den Landesausschuss, welcher von Wahlmännern aus den einzelnen Sektionen gewählt wird.
Den Hauptamtlichen Mitarbeitern jeder Sektion steht der Dienstleiter sowie der Turnusleiter vor. Beide erledigen sie die jegliche Verwaltungsarbeit, welche in der Sektion anfällt.
In großen Sektionen stehen dem Dienstleiter mehrere Turnusleiter zur Seite.
Auf Landesebene stehen dem Weißen Kreuz der Präsident Alexander Schmid, die Vizepräsidentin Barbara Siri sowie der Direktor Ivo Bonamico vor.
Die Hauptsektion Bozen hat außerdem einen ausgedehnten Verwaltungsapparat.
Der Dienst wird üblicherweise tagsüber, von Montag bis Samstag (ca. 7:00–19:00 Uhr) von hauptamtlichen mit Hilfe von ehrenamtlichen Mitarbeitern getätigt. Nachts, sowie an Sonn- und Feiertagen, wird der Dienst von ehrenamtlichen Mitarbeitern bestritten.

## Sektionen
Es gibt 33 Stützpunkte, sogenannte Sektionen, in den italienischen Provinzen Südtirol und Belluno.
Obwohl der Verein grundsätzlich nur in der Provinz Bozen tätig ist, verfügt er über eine Wache in Cortina d’Ampezzo, welche jedoch vollständig der entsprechenden Leitstelle im Belluno untergeordnet ist.
Bis Ende der 1990er Jahre verfügte der Verein eine Wache in Mezzolombardo im Trentino, welche sich inzwischen jedoch zu einer eigenen Rettungsgesellschaft abgespaltet hat.
Seit 2012 hat der Verein vorläufig den Rettungsdienst in der Ortschaft Buchenstein übernommen, welcher ebenfalls der Leitstelle Belluno unterstellt ist.
Die Stadt Leifers ist die einzige Ortschaft in Südtirol, in welcher ausschließlich das Italienische Rote Kreuz den Rettungsdienst unterhält. In allen anderen Ortschaften (Bozen, Meran, Brixen und Gröden) gibt es ebenfalls eine Wache des Weißen Kreuzes.
| Wache                                                  | NEF | NAW | RTW | NKTW | KTW | BTW | PTW | ORG | RDK | Summe | Ehrenamt | Hauptamt | seit |
| ------------------------------------------------------ | --- | --- | --- | ---- | --- | --- | --- | --- | --- | ----- | -------- | -------- | ---- |
| Überetsch / Oltradige (Eppan)                          |     |     | 1   |      | 3   |     |     |     | 1   |       | 133      | 8        | 1988 |
| Bozen / Bolzano                                        | 1   | 1   |     |      |     |     |     | 1   |     |       | 285      |          | 1965 |
| Brixen / Bressanone                                    | 1   |     | 1   |      | 8   | 1   | 1   | 1   |     | 12    | 157      | 13       | 1971 |
| Bruneck / Brunico                                      | 1   |     | 1   |      | 7   | 2   | 1   | 1   |     | 14    | 170      | 18       | 1968 |
| Chiusa Basso Isarco / Klausen unteres Eisacktal        |     |     | 1   |      | 2   |     |     |     |     | 3     | 46       | 4        | 1994 |
| Cortina d’Ampezzo (BL)                                 |     | 1   | 2   | 3    |     | 1   |     |     |     | 7     | 55       | 9        | 1976 |
| Ritten / Renon (Klobenstein)                           |     |     | 1   |      | 2   |     |     |     |     | 3     | 95       | 5        |      |
| Unterland / Bassa Atesina (Neumarkt)                   |     |     | 1   |      | 2   |     | 1   |     | 1   | 4     | 134      | 8        | 1971 |
| Sankt Vigil Enneberg / San Vigilio di Marebbe          |     |     | 1   |      | 4   |     |     |     |     | 5     | 78       | 5        | 1991 |
| Lana                                                   |     |     | 1   |      | 3   |     | 1   |     |     | 5     | 98       | 8        | 1982 |
| Ahrntal / Valle Aurina (Luttach)                       |     |     | 1   |      | 1   |     | 1   |     |     | 3     | 74       | 5        | 1993 |
| Mals / Malles                                          |     |     | 1   |      | 2   | 1   |     |     |     | 4     | 77       | 6        | 1972 |
| Meran / Merano                                         | 1   |     | 1   | 1    | 6   | 1   | 1   | 1   |     | 12    | 166      | 21       | 1967 |
| Naturns / Naturno                                      |     |     | 1   |      | 5   |     | 1   |     |     | 7     | 96       | 8        | 1982 |
| Welschnofen / Nova Levante                             |     |     |     | 1    | 3   |     |     |     |     | 4     | 63       | 5        | 1975 |
| Deutschnofen / Nova Ponente                            |     |     | 1   |      | 2   |     |     |     |     | 3     | 61       | 6        | 1981 |
| Prad / Prato allo Stelvio                              |     |     | 1   |      | 2   |     | 1   |     |     | 4     | 51       | 4        | 1981 |
| Mühlbach / Rio Pusteria                                |     |     | 1   |      | 1   |     | 1   |     |     | 3     | 42       | 4        | 1996 |
| Salurn / Salorno                                       |     |     | 1   |      | 1   |     |     |     |     | 2     | 58       | 7        | 1989 |
| Innichen / San Candido                                 | 1   |     | 1   |      | 5   | 2   |     |     |     | 8     | 105      | 14       | 1972 |
| Passeiertal / Val Passiria (St. Leonhard)              |     |     | 1   |      | 3   |     | 1   |     |     | 5     | 72       | 7        | 1975 |
| Vinschgauer Oberland / Alta Val Venosta (St. Valentin) |     |     | 1   |      | 2   |     |     |     |     | 3     | 50       | 4        | 1979 |
| San Vigilio di Marebbe / St. Vigil in Enneberg         |     |     |     | 1    | 1   |     |     |     |     | 2     | 58       | 4        | 1991 |
| Sarntal / Val Sarentino                                |     |     | 1   |      | 3   |     | 1   |     |     | 4     | 96       | 4        |      |
| Schlanders / Silandro                                  | 1   |     | 1   |      | 3   |     | 1   | 1   |     | 6     | 129      | 13       | 1969 |
| Seis / Siusi                                           |     |     | 1   |      | 4   |     |     |     |     | 5     | 101      | 7        | 1972 |
| Sulden / Solda                                         |     |     |     | 1    | 2   |     |     |     |     | 3     | 46       | 3        | 1974 |
| Gröden / Val Gardena (St. Christina)                   |     |     | 1   |      | 3   |     | 1   |     |     | 5     | 78       | 8        | 1980 |
| Etschtal / Val d’Adige (Terlan)                        |     |     | 1   |      | 2   |     |     |     | 1   | 3     | 83       | 7        | 1989 |
| Ultental / Val d’Ultimo (St. Walburg)                  |     |     | 1   |      | 2   |     |     |     |     | 3     | 54       | 5        | 1990 |
| Sterzing / Vipiteno                                    | 1   |     | 2   |      | 3   | 1   | 1   |     | 1   | 8     | 105      | 15       | 1972 |

## Betreuungsdienst
Seit 1975 besteht innerhalb des Weißen Kreuzes der sogenannte Betreuungsdienst, welcher mit den Einheiten „Logistik“ und „Küche“ für die Versorgung von großen Menschenmengen z. B. nach Katastrophen zur Verfügung steht. Kompakte Außengruppen gibt es in den Sektionen Brixen, Bruneck, Naturns, Sterzing, Lana, Neumarkt, Sarntal, Terlan, und Eppan, welchen jeweils ein 7,5-Tonnen-Lkw sowie ein 9-Sitzer-Bus inklusive Materiallager zur Verfügung steht.
Im Hauptlager in der Sektion Bozen befindet sich neben umfangreichem Material der größte Teil des Fuhrparks in Form von Wechselladern, welche entsprechende Container (Feldküchen, Kühlzellen, Werkstätten, Nasszellen usw.) aufnehmen können.
Der Betreuungszug wurde bereits des Öfteren nach Naturkatastrophen in andere Regionen Italiens zu Hilfe entsandt.

## SEG
Nach dem Unglück der Vinschgaubahn wurden 2011 in den Sektionen Schlanders und Bruneck SEG Einheiten postiert, welche jeweils über ein entsprechend umfangreiches Lager an medizinischen Notfallmaterial bereithalten, sowie eigene Fahrzeuge zu dessen Transport.
In Bozen übernimmt das Italienische Rote Kreuz sowie die Bozner Berufsfeuerwehr die Aufgaben der SEG.

## First Responder
Um die nationalen Gesetze bezüglich der Hilfsfrist, Acht Minuten innerhalb von Städten und 20 Minuten auf dem Land, einhalten zu können, unterhält das Weiße Kreuz zusammen mit dem Feuerwehrverband und dem Alpenverein Südtirol seit 2009 an einigen entlegenen Ortschaften First Responder Einheiten. Dabei sorgt das Weiße Kreuz für die entsprechende Ausbildung, die Versicherung des Personals, das medizinischen Equipment und die Dienstbekleidung des Personals, während Feuerwehr und Bergrettung Fahrzeuge, Funk und Personal zur Verfügung stellen.
First-Responder-Einheiten gibt es inzwischen in den Ortschaften Steinegg, St. Felix, Tall, Vöran, Laurein, Terenten, Mühlbach/Tesselberg und Proveis.
Bei einem vermutlich lebensbedrohlichen Notfall können die First Responder somit bis zum Eintreffen eines Krankenwagens das versorgungsfreie Intervall stark reduzieren. Mehrere erfolgreiche Reanimationen sprechen für dieses neue System.